# Chu Bá Phượng
Chu Bá Phượng (1906 - 1964) là một nhà cách mạng và chính khách Việt Nam. Ông là một trong những thành viên sáng lập Việt Nam Quốc dân Đảng, từng giữ các chức vụ Bộ trưởng Bộ Kinh tế (nay là Bộ Công thương) và Bộ trưởng Bộ Cứu tế (nay là Bộ Lao động - Thương binh và Xã hội) trong chính phủ Việt Nam Dân chủ Cộng hòa.
Sau khi Quốc dân Đảng thất thế tại Việt Nam, ông bị bắt và bị giam tại Hà Giang đến khi qua đời.

## Tiểu sử
Chu Bá Phượng sinh ngày 1 tháng 1 năm 1906, năm Ất Tỵ tại làng Mật Ninh, xã Quảng Minh, huyện Việt Yên (nay là phường Quảng Minh, thị xã Việt Yên), tỉnh Bắc Giang, xuất thân từ một gia đình nhà Nho, cụ năm đời là Chu Danh Thế, bố là cụ Chu Bá Vá, là cụ Nghè Nếnh (tên Nôm của làng Mật Ninh). Bố mẹ của ông Chu Bá Phượng là cụ ông Chu Bá Vá (tạ thế ngày 29/12 năm Ất Dậu) và cụ bà Phạm Thị Rốt (tạ thế ngày 25/9 Âm lịch) sinh được tám người con, bốn trai, bốn gái. Chu Bá Phượng là thứ tư, về trai thì ông là thứ hai nên còn gọi là ông Hai. Cụ Chu Bá Vá (cụ Nghè Nếnh) là nhà Nho, bốc thuốc chữa bệnh.
Chu Bá Phượng từng làm Tham tán nên được gọi là ông Tham Phượng. Ông là một trong số những người sáng lập Việt Nam Quốc dân Đảng năm 1926.
Chu Bá Phượng tu nghiệp đại học tại Pháp. Ông tốt nghiệp Đại học Cầu đường. Ông là chuyên gia đã từng tham gia vào công trình thiết lập đường xe lửa Đông Dương vào hồi thập niên 1930. Ông là người đầu tiên ở Việt Nam nhận bằng cử nhân nghiên cứu khoa học về hoá học, kiến trúc, cầu đường từ bên Pháp gửi sang. Ông là cử nhân trường Đại học Kiến Trúc.
Khi Việt Nam tuyên bố độc lập, ông được cử làm Bộ trưởng bộ Cứu tế từ năm 1945 đến 1946. Chu Bá Phượng phát động toàn dân tiết kiệm nhường cơm sẻ áo cho đồng bào nghèo, thực hiện cứu trợ xã hội, cho các đối tượng chịu nhiều thiệt thòi trong cuộc sống do thiên tai, bão lụt, mất mùa, tàn tật do chiến tranh. Chu Bá Phượng đã tự tay chế tạo ra máy phát điện.
Sau khi Cách mạng tháng 8 thành công, năm 1946 ông là Ủy viên quốc hội khóa I (1946-1960) của nước Việt Nam Dân chủ Cộng hòa. Trong chính phủ ông giữ chức Bộ trưởng Bộ Kinh tế.
Ngày 4 tháng 6 năm 1946 ông Chu Bá Phượng được cử làm phái viên và ông Vũ Trọng Khánh làm cố vấn trong phái đoàn Việt Nam sang Paris dự Hội nghị Fontainebleau.
Phái đoàn đại biểu Việt Nam dân chủ cộng hòa do chủ tịch Hồ Chí Minh lãnh đạo, ông Phạm Văn Đồng làm trưởng đoàn cùng bộ trưởng Chu Bá Phượng và một số đại biểu Việt Nam sang dự hội nghị Fontainebleau và đã ký được bản Tạm ước Việt-Pháp:
1. Quyền bình đẳng cho Pháp kiều ở Việt Nam cũng như Việt kiều tại Pháp,
2. Tài sản của người Pháp bị tịch thu sẽ được hoàn trả và quyền sở hữu tôn trọng.
3. Đồng bạc Đông Dương lệ thuộc vào đồng franc Pháp.
4. Thiết lập hệ thống thuế quan và tự do mậu dịch cho các xứ Đông Dương,
5. Tái lập trật tự và ngưng bắn ở Nam Kỳ, trao đổi tù binh và ngưng tuyên truyền kích động dân chúng.

Sau khi Quốc dân đảng bị thất thế, ông bị bắt và bị giam giữ tại Quản Bạ, Hà Giang cho đến khi qua đời.

## Gia đình
Vợ của ông Chu Bá Phượng là bà Nguyễn Thị Phĩu, một giáo viên, nuôi tằm, dệt cửu và bốc thuốc chữa bệnh rất mát tay. Bà nổi tiếng về công, dung, ngôn, hạnh... Bà mất ngày 2 tháng 5 năm Đinh Hợi (năm 1947). Con gái ông là Nhà giáo Ưu tú Chu Thị Thục Anh tốt nghiệp đại học Sư phạm.